# Le Prix de la victoire
Pour plus de détails, voir Fiche technique et Distribution.
Le Prix de la victoire (挑戦, Chōsen) est un film japonais réalisé par Nobuko Shibuya, sorti en 1963.

## Synopsis
Ce documentaire retrace l'épopée sportive de l'équipe de volley-ball des Sorcières de l'Orient.

## Fiche technique
- Titre : Le Prix de la victoire
- Titre original : 挑戦 (Chōsen)
- Réalisation : Nobuko Shibuya
- Scénario : Nobuko Shibuya
- Narration : Jūkichi Uno
- Musique : Sei Ikeno
- Photographie : Toshio Sekiguchi
- Montage :
- Production :
- Société de production : Dentsu et Unitika
- Pays :  Japon
- Genre : Documentaire
- Durée : 33 minutes
- Dates de sortie : 
  -  Japon : 1963

## Distinctions
Le film a reçu la Grand Prix du court métrage lors du Festival de Cannes 1964 ex aequo avec La Douceur du village.

## Postérité
Des extraits du film ont utilisé dans le documentaire de long métrage Les Sorcières de l'Orient de Julien Faraut sorti en 2021.